# U.S. Pro Indoor 1976
Lo U.S. Pro Indoor 1976 è stato un torneo di tennis giocato sintetico indoor. È stata la 9ª edizione dello U.S. Pro Indoor, che fa parte del World Championship Tennis 1976. Si è giocato al Wachovia Spectrum di Filadelfia in Pennsylvania negli Stati Uniti dal 25 gennaio al 1º febbraio 1976.

## Campioni

### Singolare maschile
Jimmy Connors ha battuto in finale  Björn Borg con il punteggio di 7–6(5), 6–4, 6–0.

### Doppio maschile
Rod Laver /  Dennis Ralston hanno battuto in finale  Bob Hewitt /  Frew McMillan con il punteggio di 6–3, 5–7, 7–6(5).